# Muscle grand psoas
Le muscle grand psoas  est un muscle pair du membre inférieur constituant le chef médial du muscle ilio-psoas.

## Description
Le muscle grand psoas est un long muscle fusiforme situé dans la région lombaire latérale  entre la colonne vertébrale et le bord du petit bassin. Il rejoint le muscle iliaque pour former le muscle ilio-psoas.

## Origine
Le muscle grand psoas naît par deux faisceaux :
- le premier faisceau profond se fixe sur les processus transverses des cinq vertèbres lombaires (L1-L5) par des languettes tendineuses,
- le deuxième faisceau superficiel se fixe sur les corps vertébraux de la douzième vertèbre thoracique (T12) et des cinq vertèbres lombaires en empiétant sur les disques intervertébraux voisins, fixation par l'intermédiaire de lames tendineuses qui se réunissent pour former quatre arcades aponévrotiques.

Les arcades tendineuses permettent le passage des vaisseaux lombaires, des racines du plexus lombal et des rameaux communicants du système nerveux sympathique.
Le plexus lombal se situe entre ces deux couches.

## Trajet
Les deux faisceaux origines descendent d’abord presque verticalement et se réunissent. L'union des deux faisceaux passe devant le bord antérieur de l'os coxal en se réfléchissant vers l’arrière pour se terminer par un tendon qui rejoint celui du muscle iliaque.

## Insertion
Le muscle grand psoas se termine avec un tendon commun avec le muscle iliaque sur le petit trochanter de la tête du fémur.

## Innervation
L'innervation du muscle grand psoas se fait par les branches antérieures des nerfs L1 à L3 et des branches du nerf fémoral.

## Rapport
Le nerf génito-fémoral se forme dans la section médiane du muscle grand psoas par l'union des branches antérieures des racines nerveuses L1 et L2. Le nerf chemine ensuite vers le bas dans le muscle grand psoas et finalement « perce » le muscle et émerge distalement sur la surface antérieure du psoas. Le nerf traverse ensuite le rétropéritoine, descendant sur la face antérieure du muscle grand psoas.

## Variation (concernant le muscle petit psoas)
Le muscle grand psoas est accompagné du muscle petit psoas pour moins de 50% de la population.
Une étude utilisant des données d'autopsie a révélé que le muscle grand psoas est nettement plus épais chez les hommes d'ascendance africaine que chez les hommes d'ascendance européenne.
L'apparition du muscle petit psoas est également ethniquement variable, il est présent chez la plupart des sujets blancs et absent chez la plupart des sujets noirs.

## Anatomie fonctionnelle
Le grand psoas relie le haut et le bas du corps, l'axial au squelette appendiculaire.
Faisant partie du muscle ilio-psoas, le muscle grand psoas contribue à la flexion de l'articulation de la hanche.
Sur la colonne lombaire, la contraction unilatérale plie le tronc latéralement, tandis que la contraction bilatérale soulève le tronc de sa position couchée sur le dos.
De plus, l'attache au petit trochanter, situé sur la face postéro-médiale du fémur, provoque une rotation latérale et une faible adduction de la hanche.
Il fait partie du groupe des muscles fléchisseurs de la hanche, dont l'action est principalement de soulever la cuisse vers le haut du corps si celui-ci est fixe, ou de tirer le haut du corps vers la jambe si celle-ci est fixe.
Par exemple, lorsque l'on effectue l'exercice musculaire de redressement assis qui éloigne le torse (y compris le bas du dos) du sol et vers l'avant de la jambe, les fléchisseurs de la hanche (y compris le muscle ilio-psoas) fléchiront la colonne vertébrale sur le bassin.[pas clair]
En raison de l'attache frontale sur les vertèbres, la rotation de la colonne vertébrale étirera le muscle grand psoas du côté opposé.

## Aspect clinique
Une raideur du muscle grand psoas peut entraîner des spasmes ou des douleurs lombaires en comprimant les disques lombaires. Un muscle grand psoas hypertonique et enflammé peut entraîner une irritation du nerf ilio-inguinal et du nerf ilio-hypogastrique, entraînant notamment une sensation de chaleur sur le devant de la cuisse.
Le muscle grand psoas peut être palpé avec une flexion active de la hanche. Un test positif de contracture du psoas et une douleur à la palpation est un signe clinique. Des précautions doivent être prises autour des organes abdominaux, en particulier du côlon lors de la palpation profonde.
L'apparition d'un ventre saillant peut révéler un muscle grand psoas hypertonique, qui tire la colonne vertébrale vers l'avant tout en poussant le contenu abdominal vers l’avant également.
Le psoas étant postéro-latéral aux ganglions sympathiques lombaires, le muscle grand psoas est traversé par la pointe de l'aiguille lors d'une infiltration sympathique lombaire.

## Anatomie comparée
Chez les animaux, ce muscle équivaut au filet mignon.
Chez la souris, il s'agit principalement d'un muscle de type II à contraction rapide tandis que chez l'homme, il associe des fibres à contraction lente et rapide.

## Galerie

Position du muscle grand psoas.
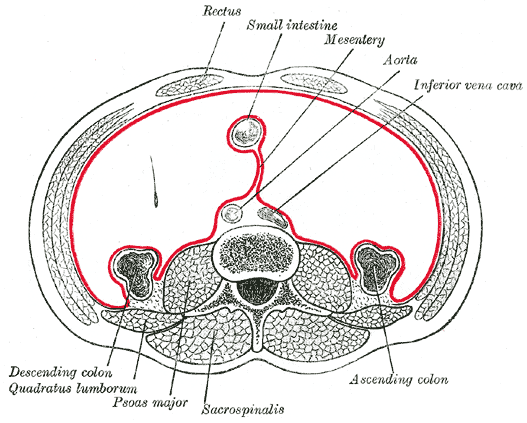
Coupe transversale de l'abdomen au niveau du muscle grand psoas.
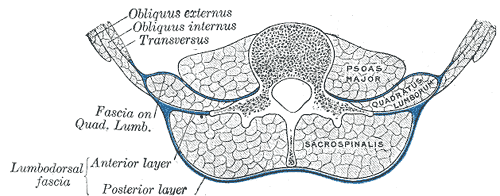
Schéma d'une coupe transversale de la paroi abdominale postérieure, pour montrer la disposition du fascia lombo-dorsal.
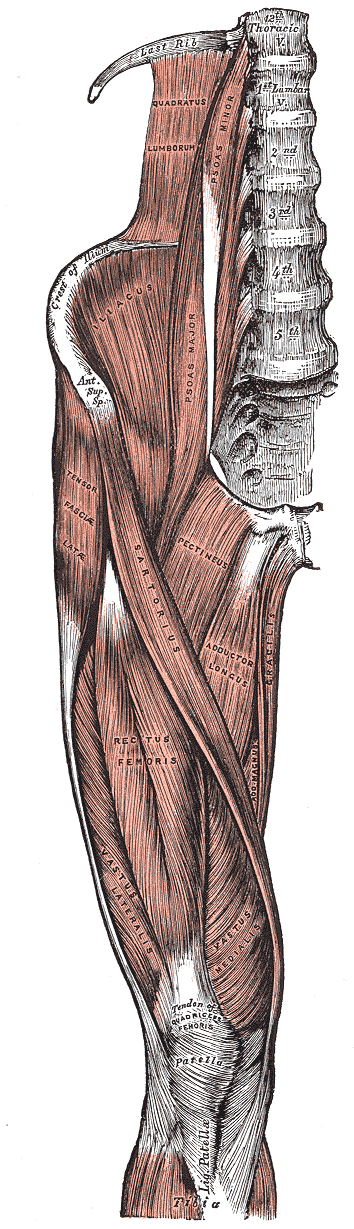
Muscles des régions iliaque et fémorale antérieure.
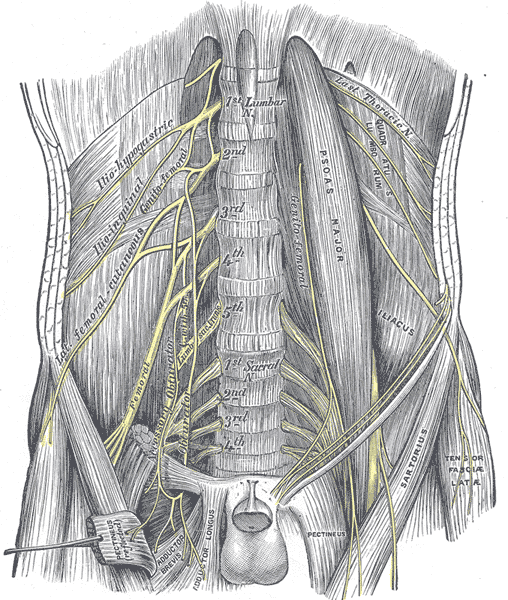
Le plexus lombaire et ses branches.
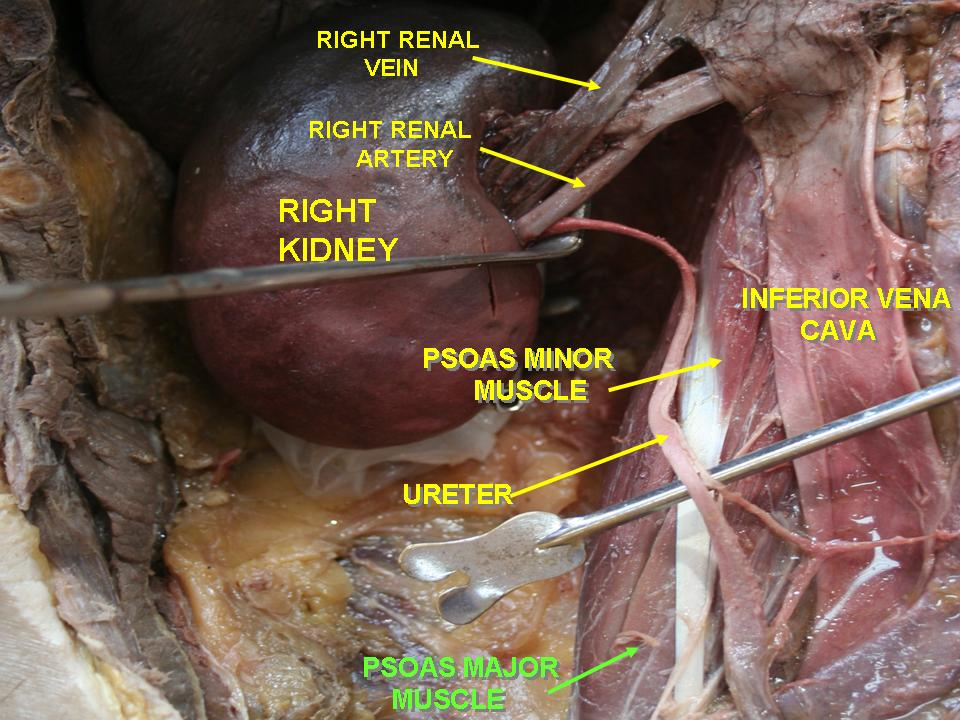
Muscle grand psoas.
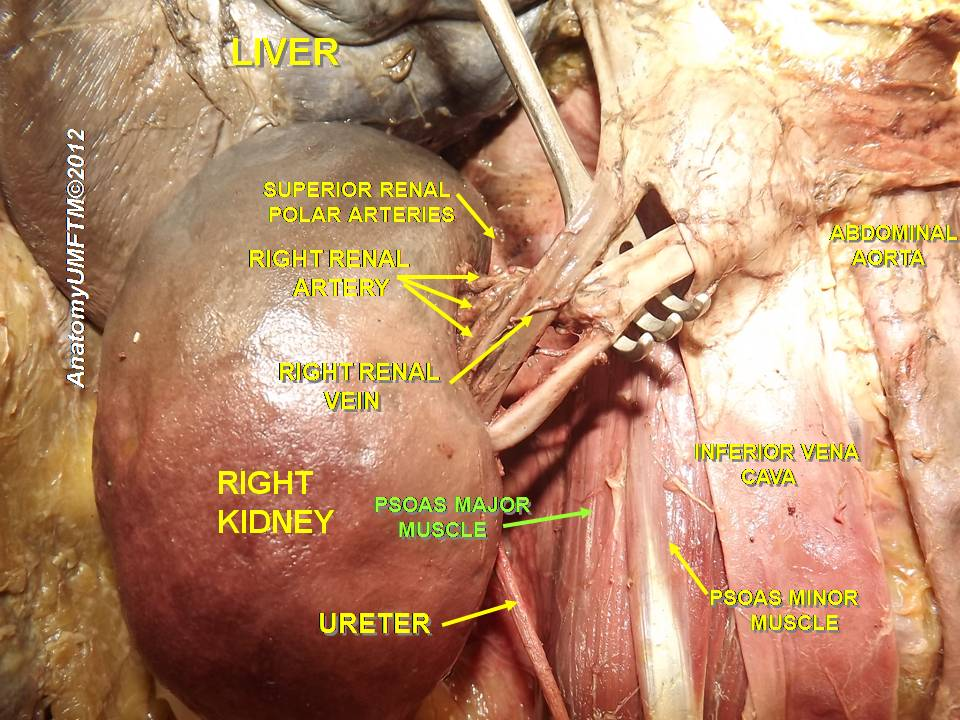
Muscle grand psoas.